# ستيفن بارك
ستيفن بارك (بالإنجليزية: Stephen Parke)‏ هو فيزيائي نظري وفيزيائي نيوزيلندي، ولد في 1950 في غيسبورن ‏ في نيوزيلندا.